# Обыденный храм
Обыде́нный храм (обыде́нная церковь, единодневная церковь) — православный храм, построенный за один день («об един день»).
Традиция строительства православных храмов за один день была распространена в Новгородских, Псковских землях и в Московской Руси по меньшей мере в XIV—XVIII веках. Возможно, обыденные храмы строились и до XIV века. Как правило, возводили их по обету с целью избавления от бедствий, чаще всего — эпидемий, а также в благодарность Богу за прекращение бедствия, помощь в какой-либо победе и так далее.
Строительные работы могли начаться в ночь на новый день, но закончиться должны были до захода солнца. В возведении церкви участвовали все жители города или села. Обыденные храмы ввиду сжатых сроков строительства были только деревянными, малых размеров и простейших конструкций. Обычно они стояли не больше 40—50 лет.
Одним из наиболее известных обыденных храмов является вологодский Спасо-Всеградский собор, возведённый в 1654 году во время эпидемии чумы.
Существовали схожие обычаи создания в один день креста, обыденного полотенца. Д. К. Зеленин предполагает, что идея «обыденности» может иметь корни в русских сказках, где весьма распространён сюжет строительства дворцов, мостов за один день. Кроме этого, «обыденные» предметы и здания были связаны с понятием об абсолютной чистоте, в них не могла проникнуть нечистая сила, так как работа над ними не прекращалась ни на час. Чистота, необычность и таинственность этих объектов сделали их недоступными для нечистой силы (болезни), а значит, способными одолеть её. В Волгодской летописи сообщается:

и виде Господь веру и моление рабов своих и покаяние слезное о своих согрешениях, той великий гнев свой на милость преложи и моровую язву утоли: и от того дне мор на Вологде преста
То есть создание какого-либо объекта за один день являлось проявлением христианского усердия, в награду за которое люди могли обрести Божие прощение и милость. Эта мера восполняла духовные силы народа, но большие скопления людей во время строительства нередко благоприятствовали распространению инфекции и новым смертям.

## Известные обыденные церкви[1]
| Год создания | Наименование                                                           | Место установки                            | Причина постройки                                                                                          |
| ------------ | ---------------------------------------------------------------------- | ------------------------------------------ | --- |
| 996          | Церковь Преображения                                                   | г. Василёв (сов. Васильков под Киевом)     | Великий князь Владимир Святославович дал обет построить церковь за спасение его жизни при набеге печенегов |
| 1390         | Церковь Святого Афанасия и Кирилла Александрийских                     | Новгород Великий                           | Во время моровой язвы (чума, холера и.т.п.), по указу архиепископа Новгородского Иоанна.                   |
| 1407         | Церковь Святого Афанасия и Кирилла Александрийских                     | Псков                                      | Во время моровой язвы, псковским князем Константином Дмитриевичем.                                         |
| 1417         | Храм Святого Анастасия, Святого Пророка Илии и Святого Афанасия.       | Новгород                                   | По случаю эпидемии, известной под именем Анастасьинского мора.                                             |
| 1424         | Храм Происхождения Честных Древ или Спаса Всемилостивого.              | Новгород                                   | |
| 1466         | Храм Святого Варлаама Хутынского                                       | Псков                                      | Церковь ставили псковские посадники, с духовенством.                                                       |
| 1467         | Храм Симеона Богоприимца в Зверине Монастыре                           |                                            | Впоследствии перестраивалась в камне.                                                                      |
| 1487         | Церковь Святого Образа Господа нашего Иисуса Христа и Святой Анастасии |                                            | |
| 1508         | Церковь Святого Луки на Лубянице и Похвалы Пресвятой Богородицы        | На площади у Софийского собора в Новгороде | Во время моровой язвы.                                                                                     |
| 1522         | Церкви Всемилостивого Спаса и Покрова Пресвятой Богородицы             | Псков                                      | |
| 1574         | Троицкая церковь                                                       | Уфа                                        | Строительство Уфимского детинца на Троицком холме, и основание города.                                     |
| 1655         | Храм во имя Всемилостивого Спаса Смоленского                           | Вологда                                    | Во время моровой язвы.                                                                                     |